# میکروترون

ذرات موجود در میکروترون کلاسیک از یک منبع (آبی) ساطع می‌شوند، یک بار در هر نوبت شتاب داده می‌شوند (حفره مایکروویو، خاکستری) و شعاع مسیر خود را تا زمان خارج شدن، در هر نوبت افزایش می‌دهند.

میکروترون (انگلیسی: Microtron)میکروترون اصطلاحی به مفهوم شتاب‌دهنده ذرات است که از نام سیکلوترون (شتاب‌دهنده حلقوی) سرچشمه می‌گیرد که در آن میدان شتاب‌دهنده از طریق الکترودهای بزرگ D شکل اعمال نمی‌شود بلکه از طریق یک ساختار شتاب‌دهنده ذره‌ای خطی اعمال می‌شود. میکروترون کلاسیک توسط ولادیمیر وکسلر اختراع شد. انرژی جنبشی ذرات با یک مقدار ثابت در هر تغییر میدان (یک‌نیمه یا یک دور کامل) افزایش می‌یابد. میکروترون‌ها برای کار با فرکانس میدان ثابت و میدان مغناطیسی در حد فوق‌العاده تخریب پذیری طراحی شده‌اند؛ بنابراین آنها به ویژه برای ذرات بنیادی بسیار سبک، یعنی الکترون‌ها مناسب هستند.
در میکروترون، به دلیل افزایش حرکت الکترون، مسیرهای ذره برای هر عبور متفاوت است. زمان مورد نیاز برای آن متناسب با شمار پاس (عبور) است. الکترون‌های کند به یک نوسان میدان الکتریکی نیاز دارند، الکترون‌های سریعتر به یک عدد صحیح از این نوسان احتیاج دارند.

## میکروترون پیست مسابقه‌ای
میکروترون پیست مسابقه‌ای یک میکروترون در مقیاس بزرگتر است که به جای یک آهنربا از دو الکترومغناطیس استفاده می‌کند. هر دو الکترومغناطیس یک میدان مغناطیسی همگن را در یک ناحیهٔ نیم‌دایره‌ای ایجاد می‌کنند و مسیر ذرات بین هر دو آهنربا مسیری مستقیم است. یکی از مزایای آن این است که حفرهٔ شتاب‌دهنده می‌تواند بزرگتر باشد و امکان استفاده از اشکال مختلف شتاب‌دهندهٔ خطی (linac) را فراهم کند و در منطقه‌ای با میدان‌های مغناطیسی بزرگ نصب نمی‌شود.

در یک تغییر میکروترون کلاسیک، یک میکروترون اسپلیت یا ریس‌ترک (مسیر مسابقه) که دارای دو آهنربای دوقطبی در ۱۸۰ درجه ("آینه مغناطیسی") و بین آنها شکاف‌های خط مستقیم با سیستم RF شتاب‌دهنده و دیگر قطعات قرار دارد. برای فشردگی، مدار پرتو در چرخش‌های مختلف را می‌توان در یک بخش مستقیم در اتاقک‌های خلاء مختلفی قرار داد.

## کاربرد
میکروترون‌ها پرتوهای الکترونی پرانرژی را با گسیل پرتوی کم (بدون تعادل تشعشعی) و نرخ تکرار بالا (برابر فرکانس عملکرد لیناک) فراهم می‌کنند.